# 로랑스 르뵈프
로랑스 르뵈프(프랑스어: Laurence Leboeuf, 영어: 로런스 러버프, 1985년 12월 13일 ~ )는 캐나다의 배우이다.
몬트리올에서 태어났다.

## 출연 작품

### 영화
- 마이 걸, 마이 엔젤 (2006)
- 더 시크릿 (2007)
- 젠의 이야기 (2008, Story of Jen)
- 포에버랜드 (2011, Foreverland)
- Le torrent (2012)
- Quelqu'un d'extraordinaire (2013)
- Dragons 3D (2013) - 단편
- 터보 키드 (2015)

### 텔레비전
- 휴먼 트래픽킹 (2005, Human Trafficking)
- Durham County (2007-10)
- 에리카의 자아 찾기 (2009-10)
- 쓰리 파인즈 (2022)